# Hannes Helmke
Hannes Helmke (* 10. Mai 1967 in Heidelberg) ist ein deutscher Bildhauer, der Bronzebildwerke schafft.

## Leben
Nach einer Holzbildhauer-Lehre absolvierte Hannes Helmke an der Alanus Hochschule für Kunst und Gesellschaft in Alfter ein Aufbaustudium Freie Kunst, das er im Sommer 1998 abschloss.
Seitdem lebt und arbeitet Hannes Helmke als freischaffender Bildhauer in Köln. Die Sommermonate verbringt er auf der Insel Spiekeroog; die dort herrschende Ursprünglichkeit und Freiheit im täglichen Leben, das in der Natur-Sein sind wichtige Kraft- und Inspirationsquellen. Alle Entwürfe entstehen auf Spiekeroog und werden in Köln in Bronze umgesetzt.
Helmke ist Mitinitiator und Gremiumsmitglied des Spiekerooger Kunststipendiums „Zeltplatz-Residenz“, das einmal jährlich Kunstprojekte im öffentlichen Raum fördert.

## Werk

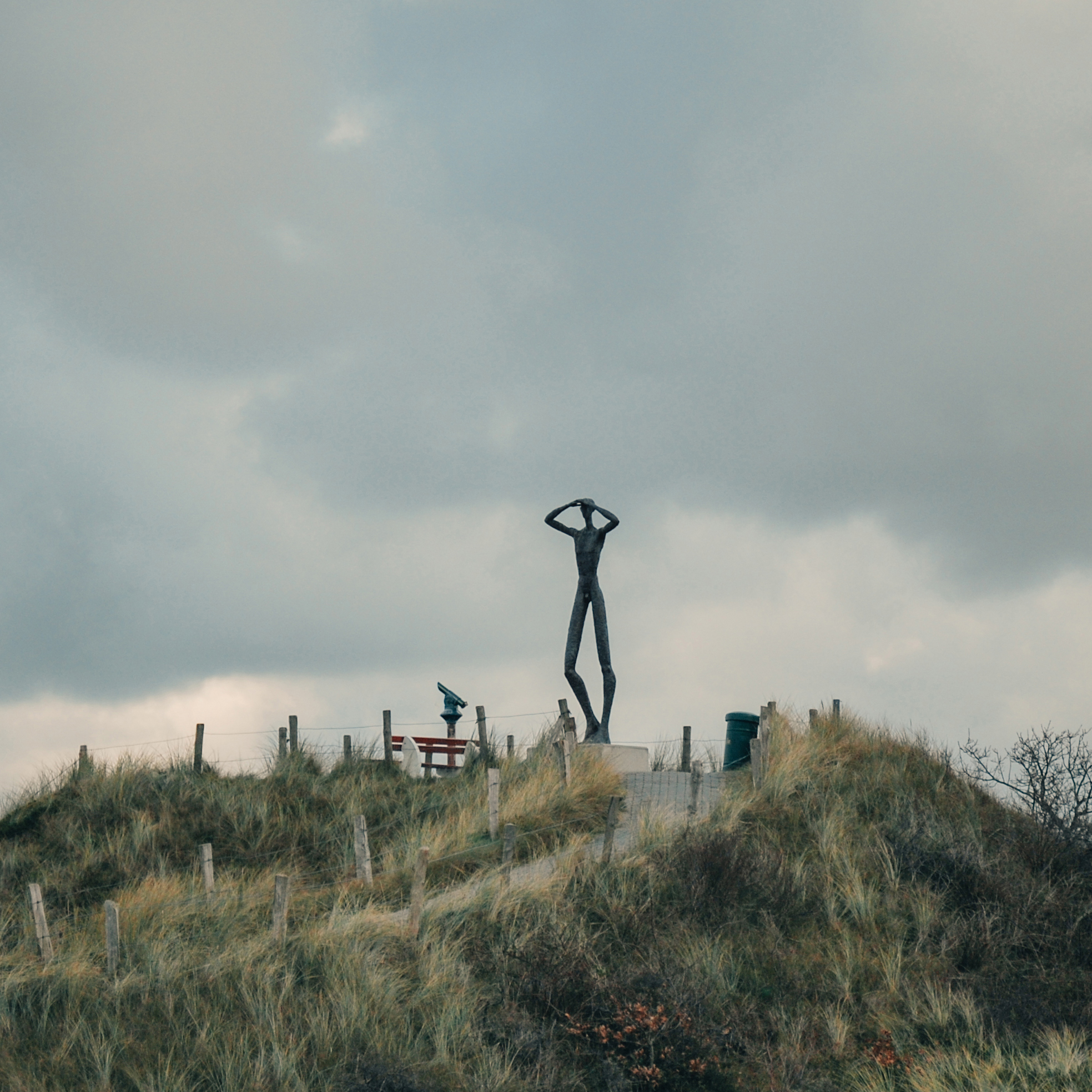
„De Utkieker“ auf der Insel Spiekeroog

Das künstlerische Thema von Hannes Helmke ist der Mensch und dessen Standpunkt in der Welt. Der Körper ist dabei Ausdruck des Ich-Seins und der Eigenwahrnehmung. Helmkes ursprüngliche Inspiration waren die langgezogenen Abendschatten der menschlichen Gestalt. Die Arbeiten mit extrem überlängten Gliedmaßen und sehr großen Füßen der ersten Schaffensjahre haben sich inzwischen zu naturalistischer proportionierten Figuren entwickelt. Der Grundgedanke ist aber nach wie vor: Wie stehen Menschen im Leben? Wie präsentiert sich der Mensch der Welt, in beobachteten und unbeobachteten Momenten, alleine und in der Gruppe bzw. Masse? Füße und Beine stehen bei Hannes Helmke für den Lebensmenschen, der Körper darüber für den Geistmenschen. Die plastischen Ohren sind Sinnbild der Verbindung mit der Welt, des Wahrnehmens; ebenso die großen handelnden Hände. Im Verzicht auf ein Gesicht wird Helmkes Wunsch nach größtmöglicher Assoziation des Betrachters deutlich.
Das bekannteste Werk Helmkes ist die 3,5 m hohe Bronzeplastik „De Utkieker“, die seit 2007 auf der Insel Spiekeroog von einer Düne Richtung Westen blickt und dazu mahnt, die Insel als Kleinod zu bewahren.
Seit 2013 begrüßt die große Bronzeplastik “Le rêveur sur une grande chaise” die Besucher vor dem Maison des Arts in Lingolsheim im Elsass.
Im Jahr 2015 gestaltete Hannes Helmke den Jean-Claude-Letist-Preis der Kölner Aidshilfe, der am 3. Juli 2015 anlässlich der letzten Kölner Aids-Gala an Conchita Wurst verliehen wurde.
Ende 2015 fertigte Hannes Helmke 10 Bronze-Skulpturen, die den verstorbenen Kölner Comedian Dirk Bach darstellen. Die Skulpturen werden an Großspender verliehen, die das Dirk-Bach-Haus der Kölner Lebenshaus-Stiftung finanziell unterstützen.

## Werke im öffentlichen Raum
- „Atomwaffen abschaffen“, Hiroshima-Nagasaki-Park, Köln, 2005
- „De Utkieker“ Spiekeroog, Deutschland, 2007
- „Figur die auf Eimern balanciert“ Wipperfürth, Deutschland, 2009
- „Le rêveur sur une grande chaise“ Maison des Arts in Lingolsheim, Frankreich, 2013
- „Ein Dalbensitzer“ Bingen am Rhein, Deutschland, 2015
- „Balancier und Sitzender auf großem Stuhl“ Spiekeroog, Deutschland, 2020
- „Der Griff nach den Sternen“ Birkenau, Deutschland, 2020
- „Freunde / Artisten“ Fürth, Deutschland, 2021

## Ausstellungen (Auswahl)
- Art Karlsruhe, Deutschland · jährlich seit 2005
- Positions Berlin, Deutschland · jährlich seit 2016
- Art Fair Cologne, Deutschland · 2011 – 2016
- Art Bodensee, Österreich · 2003, 2006 und 2008
- Skulpturen-Triennale Bingen · 2017
- „Black & White“ Galeria K, Spanien · 2017
- „Silhouette“ Galleria H. 恆 畫廊, Taiwan · 2015
- „Sculptour 2011“ Galerie Beukenhof, Belgien · 2011
- Art Fair Tokyo, Japan · 2010
- „Helmke“ Gallery Jones, Kanada · 2009
- Fine Art Köln, Deutschland · 2007
- „Skulpturen“ Max-Planck-Gesellschaft, Deutschland · 2005
- „Menschenbilder“ Forum Paul-Gerhardt-Kirche Köln · 2002
- „Neue Skulpturen“ Galerie ON · 2000
- „Kunstflut“ Diplomausstellung, Deutschland · 1998
- Orangerie Terrassengarten Kamp-Lintfort / Galerie Schürmann 2021

Quelle: